# Centre Prospéro - Langage, image et connaissance
Le Centre Prospéro – Langage, image et connaissance est un centre de recherches de l'Université Saint-Louis - Bruxelles, réunissant principalement des chercheurs philosophes et littéraires. Son fondateur et directeur est le Professeur Laurent Van Eynde. Les trois codirecteurs actuels sont Augustin Dumont, Sophie Klimis et Isabelle Ost.
Le Centre Prospéro s’intéresse essentiellement à l’imagination et à ses productions conceptuelles, artistiques, historiques, culturelles, sociales et politiques, ainsi qu’au langage comme lieux où s’expérimentent les ressources « poiétiques » de l’humain. L’histoire de la philosophie, à la fois dans ses aspects spéculatifs et pratiques, l’anthropologie philosophique, l’histoire et la théorie de la littérature, la poétique, la psychanalyse, l’esthétique, les études théâtrales et les études cinématographiques sont les domaines de recherches principalement convoqués. Le Centre Prospéro, et plus précisément l’une de ses composantes (le Groupe de Recherches Castoriadis), est à l’origine de la considérable réévaluation actuelle (partir des années 2000) de l’œuvre du philosophe Cornelius Castoriadis, jusque-là connu sans avoir été travaillé de façon approfondie. Toutes les activités du centre veulent contribuer à la compréhension de l’auto-constitution concrète et finie de l’homme.
Les activités du Centre Prospéro comprennent l'organisation de séminaires et de colloques, et la publication de nombreux ouvrages scientifiques.
Le centre compte également parmi ses chercheurs   : Daniel Agacinski, François Ost, Sophie Klimis, Philippe Sabot, Sémir Badir et Raphaël Gély.